# Font Vella (Aramunt)
La Font Vella és una font del poble d'Aramunt, de l'antic terme del mateix nom, pertanyent a l'actual municipi de Conca de Dalt, al Pallars Jussà.
Està situada a 565 m d'altitud en el Clot de Regaixat, a sota i a ponent d'Aramunt Vell i a llevant de les Eres.